# Kanał Indiry Gandhi
Kanał Indiry Gandhi – jeden z największych kanałów w Indiach, biegnący od miejsca, w którym zbiegają się rzeki Sutlej i Bjas w zachodniej części Pendżabu do okolic miasta Jaisalmer w Radżastanie. Długość kanału wynosi około 650 kilometrów.

## Historia
Budowa kanału rozpoczęła się w 1958 i związana była z Zieloną Rewolucją. W 1984, po śmierci Indiry Gandhi nazwano kanał (wcześniej noszący nazwę Kanału Radżastańskiego jej imieniem. Budowa kanału przyczyniła się do rozwoju terenów północno-wschodniego Radżastanu, zmieniając półpustynne i pustynne tereny Thar w tereny uprawne.